# Buttermilchmühle
Die untergegangene Buttermilchmühle war eine Wassermühle in der Sächsischen Schweiz. Die Mühle lag dicht oberhalb der Einmündung des Schwarzbaches in die Sebnitz.

## Geschichte
Die Buttermilchmühle wurde 1844/45 von dem Altendorfer Bauern Karl Gottlob Michel als Mahl- und Schneidemühle errichtet. Der Name der Mühle leitete sich vom Buttermilchfleckchen, dem Wiesenstück, auf dem sie errichtet wurde, ab.
Der Betrieb der Mühle gestaltete sich jedoch schwierig, da in der Umgebung bereits zahlreiche weitere Mühlen bestanden. Bereits 1854 wechselte die Mühle den Besitzer, neuer Müller wurde Karl Gottlieb Leberecht Mitzscherling. Mitzscherling übernahm sich dabei aber wirtschaftlich, so dass die Buttermilchmühle 1871 im Rahmen einer Zwangsversteigerung von Ernst Wilhelm Albert erworben wurde. Albert betrieb bereits die Hertigswalder Mühle, so dass er die Buttermilchmühle verpachtete.
Im Zuge des Baus der Sebnitztalbahn begann in der Buttermilchmühle der Ausschank von Getränken für die Bauarbeiter der Bahnstrecke. Ab 1877 war Johann Kappler Pächter der Buttermilchmühle, der zum Getränkeausschank auch eine Brotbäckerei erbaute. Die Mühle entwickelte sich rasch zu einer beliebten Einkehrstätte.
1891 erwarb der Ulbersdorfer Rittergutsbesitzer Dietrich von Carlowitz die Buttermilchmühle, um sie zu einem Sägewerk umzubauen. Die Pläne zerschlugen sich jedoch, da von Carlowitz seine Besitzungen schon 1893 weiterverkaufte. Neuer Besitzer wurde Alphons Friedrich von Gontard, der die Mühle weiter verpachtete.
1912 ging die Buttermilchmühle dann in den Besitz von Alwin Köhler über, der für das Anwesen die volle Gastwirtschaftskonzession erhielt und sich vollständig dem Fremdenverkehr widmete. Müller stellte den Mahlbetrieb ein und richtete stattdessen einen Gastraum und mehrere Fremdenzimmer ein. Auch aufgrund der Lage an der Sebnitztalbahn entwickelte sich die Buttermilchmühle weiter zu einem beliebten Ausflugslokal.
1960 wurde die Mühle zu einem Betriebsferienheim umgestaltet. 1985 brannte die Buttermilchmühle durch Blitzschlag nieder und wurde 1992 komplett abgerissen. Heute ist außer einem kurzen Stück Mühlgraben und einem ehemaligen Lagerkeller im Talhang der Sebnitz nichts mehr von dem Bauwerk sichtbar. An der Stelle der Buttermilchmühle befindet sich heute ein Rastplatz.

## St.-Michaelis-Stolln
Etwa 50 Meter oberhalb der Buttermilchmühle liegt am südlichen Ufer der Sebnitz der im Volksmund das „Goldloch“ genannte St.-Michaelis-Stolln. Der Stollen wurde bereits im Granodiorit der Lausitz aufgefahren, da er knapp östlich der Lausitzer Verwerfung liegt. Das kleine Bergwerk geht vermutlich auf die bereits 1563 genannte Grube Heilige Dreyfaltigkeit zurück. 1753 wurde der Stollenbetrieb durch den Steiger J. C. Häntzschel in der Hoffnung auf Kupferkies wieder aufgenommen. Der Stollen wurde in einer Länge von knapp 80 Metern vorangetrieben, ruhte dann aber infolge des Siebenjährigen Krieges. Außer geringen Mengen Bleiglanz wurde jedoch kein Erz gefunden, so dass sich der Betrieb des Stollens in einer Reihe weiterer erfolgloser Bergbauversuche des 18. Jahrhunderts in der Sächsischen Schweiz einordnete. Der Stollen dient heute als Fledermausquartier.

## Galerie

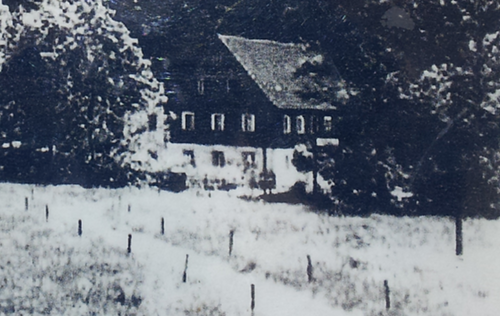
Buttermilchmühle um 1970
Buttermilchmühle
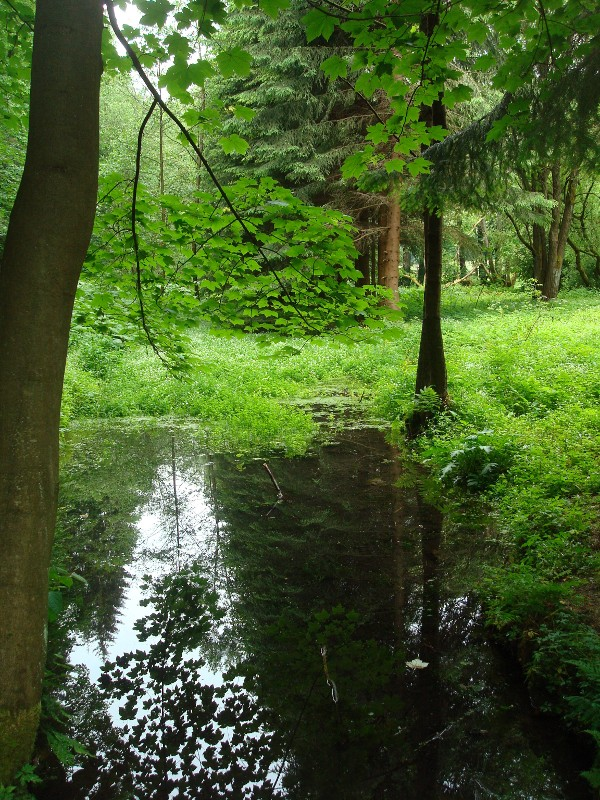
Ehemaliger Mühlgraben
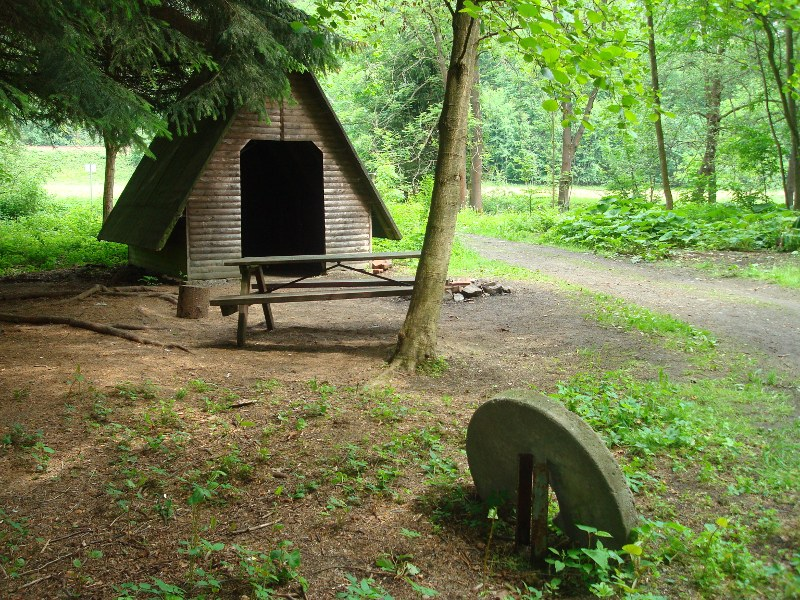
Rastplatz